# Романівська волость (Маріупольський повіт)
Романівська волость — історична адміністративно-територіальна одиниця Маріупольського повіту Катеринославської губернії із центром у колонії Людвигсталь  (Романівка).
Станом на 1886 рік складалася з 12 поселень, 12 сільських громад. Населення — 7672 особи (3954 чоловічої статі та 3718 — жіночої), 606 дворових господарств.
|                     | Площа, десятин | У тому числі орної, дес. |
| ------------------- | -------------- | ------------------------ |
| Сільських громад    | 20427          | 11530                    |
| Приватної власності | 3634           | 1890                     |
| Казенної власності  | 1274           | 425                      |
| Іншої власності     | —              | —                        |
| Загалом             | 25335          | 13845                    |

Поселення волості:
- Людвигсталь — німецька колонія на рівнині при колодязях за 70 верст від повітового міста, 699 осіб, 56 дворів, лютеранська церква, школа, лавка. За 20 верст — школа. За 25 верст — школа.

...